# Schwarzer Ijus
Der Schwarze Ijus (russisch Чёрный Июс, Tschorny Ijus; chakassisch Хара-Ӱӱс, Hara-Üüs) ist der etwa 190 Kilometer lange linke Quellfluss des Tschulym in der russischen Republik Chakassien.

## Geographie
Der Schwarze Ijus gehört zum Flusssystem des Ob und verläuft im Südosten von Westsibirien. Er entspringt an der Ostflanke des Kusnezker Alatau auf einer Höhe von etwa 1340 m. Er fließt in überwiegend nordöstlicher Richtung. Im Oberlauf hat der Schwarze Ijus den Charakter eines schnellen Gebirgsflusses. Im Unterlauf durchfließt er eine hügelige Steppenlandschaft am westlichen Rand des Tschulym-Jenissei-Beckens. Bei Flusskilometer 41 kreuzt eine Nebenstraße den Fluss. 2,8 km oberhalb der Mündung kreuzt die Bahnstrecke Atschinsk – Abakan den Schwarzen Ijus. Am Flusslauf liegen die Ortschaften Gaidarowsk, Sarala, Ustinkino und Karaewo. Der Schwarze Ijus trifft schließlich 4 km südlich von Kopjowo auf einer Höhe von 380 m auf den Weißen Ijus.

## Hydrologie
Das Einzugsgebiet beträgt 4290 km². Der mittlere Abfluss (MQ) bei Sarala 52 km oberhalb des Zusammenflusses zum Tschulym beträgt 49,5 m³/s. Die höchsten monatlichen Abflüsse treten gewöhnlich im Mai und im Juni während der Schneeschmelze auf. Die mittleren monatlichen Abflüsse liegen in diesen Monaten bei 206 bzw. 165 m³/s.